# Saison 2013-2014 du Standard de Liège
Maillots
Chronologie
Saison précédente Saison suivante
La saison 2013-2014 du Standard de Liège voit le club évoluer en Jupiler Pro League. C'est la 97e saison du club au plus haut niveau du football belge, et la 92e consécutive, c'est le record absolu en Belgique. Il participe également à la Coupe Cofidis ainsi qu'à la Ligue Europa dès le deuxième tour préliminaire.

## Historique

### Mercato
À la fin de la saison précédente, le Standard termine le championnat par une large victoire (7-0) face à Gand dans le match de barrage pour la dernière place européenne. Cependant, l'entraîneur roumain Mircea Rednic se fait licencier par le président Roland Duchâtelet, ce qui provoque la colère des supporters liégeois. Ils organisent une manifestation pour protester contre le manque de concertation du président et pour exiger son départ et perturbent le business meeting de rentrée. Dans ces conditions, Roland Duchâtelet accepte de céder le Standard et élabore un plan de reprise.
Le Standard réalise un bon mercato en prolongeant le contrat des cadres de l'année précédente (Vainqueur, Batshuayi et Ciman) et en recrutant des joueurs expérimentés (Ben Haim, Stam, Thuram, de Camargo et Carcela). Pour le poste de T1, on note l'arrivée d'un nouvel entraîneur israélien inconnu du public belge et qui était responsable de l'équipe d'Israël espoirs, Guy Luzon.

### Ligue Europa
La saison débute avec les matchs de qualification pour la phase de groupe de la Ligue Europa. Le Standard se défait facilement du KR Reykjavik, du Skoda Xanthi et du FK Minsk, enchaînant 6 victoires pour se qualifier pour la phase de groupes. Le Standard est placé dans le premier pot des têtes de séries et hérite d'un groupe à sa portée avec les Autrichiens du Red Bull Salzbourg, les Suédois du IF Elfsborg et les Danois du Esbjerg fB. Le départ n'est cependant pas très réjouissant, avec une défaite à domicile face à Esbjerg fB puis un partage chez les Suédois. Le Standard perd ensuite ses 2 matchs face aux Autrichiens et est éliminé de la compétition après seulement 4 journées.

### Championnat
En championnat, les bons résultats sont au rendez-vous, avec 6 victoires sans encaisser un seul but pour entamer la saison et se hisser à la première place du championnat dès la troisième journée. Le sélectionneur, vu l'enchaînement des matchs et les blessures de Vainqueur et M'Poku, adopte une tactique de rotation dans son effectif qui semble fonctionner. Le Standard encaisse son premier but face au KV Ostende mais s'impose 2-4 pour enchaîner une septième victoire consécutive. Après neuf victoires consécutives, le Standard est le leader incontesté. Il perd son premier match face à Zulte Waregem lors de la 10e journée. Le mois d'octobre est moins prolifique avec 3 nuls et une défaite mais le Standard garde la tête du championnat grâce aux résultats moyens de ses proches poursuivants.
Le Standard maîtrise la saison régulière, gardant la première place et comptant même 10 points d'avance sur le 2e de la 24e à la 26e journée. Les 4 derniers matchs sont moins réjouissants avec seulement 4 points pris (défaites face à La Gantoise et au FC Bruges). Le Standard termine finalement la saison régulière à la première place avec 4 points d'avance sur le FC Bruges et 10 sur le RSC Anderlecht. Il intègre les Play-offs I en tant que leader.

### Coupe
En Coupe de Belgique, le Standard entre lors des seizièmes de finale face au White Star qu'il bat facilement (0-4). Il rencontre ensuite le Cercle Bruges contre qui il s'incline 1-0.

## Équipements
| Marque :           |  | Joma |
| Sponsors maillot : |  | Base |

## Staff Technique
| Fonction                | Nom              | Date de Naissance | Nationalité    | Fin du Contrat               | Dernier Club             |
| ----------------------- | ---------------- | ----------------- | -------------- | ---------------------------- | ------------------------ |
| Entraîneur principal    | Guy Luzon        | 07-08-1975        | Israël         | Juin 2014                    | Israël U21               |
| Entraîneur adjoint      | Ivan Vukomanović | 18-07-1977        | Serbie         | Juin 2014                    | /                        |
| Entraîneur adjoint      | David Martane    | /                 | Israël/ France | Juin 2014                    | /                        |
| Entraîneur des gardiens | Jos Beckx        | 25-02-1959        | Belgique       | Juin 2016                    | Saint-Trond VV           |
| Préparateur physique    | Carlos Rodriguez | /                 | Belgique       | contrat à durée indéterminée | Standard de Liège        |
| Entraîneur des espoirs  | Patrick Van Kets | 12-12-1966        | Belgique       | contrat à durée indéterminée | Porto-Vecchio            |
| Cellule de scouting     | Hans Galjé       | 21-02-1957        | Pays-Bas       | contrat à durée indéterminée | Équipe nationale         |
| Cellule de scouting     | Henri Depireux   | 01-02-1944        | Belgique       | contrat à durée indéterminée | Standard Fémina de Liège |

## Effectif professionnel

### Transferts

#### Été 2013
| Nom                                   | Naissance         | Position            | Nationalité sportive | Fin de contrat | Dernier club         | Destination         |
| ARRIVÉES                              |                   |                     |                      |                |                      |                     |
| Geoffrey Mujangi Bia (retour de prêt) | 12 août 1989      | Milieu              | Belgique             | Juin 2014      | Watford FC           | Standard de Liège   |
| Dudu Biton (retour de prêt)           | 1er mars 1988     | Attaquant           | Israël               | Juin 2016      | APOEL Nicosie        | Standard de Liège   |
| Guy Luzon                             | 7 août 1975       | Entraîneur          | Israël               | Juin 2014      | U-21 Israël          | Standard de Liège   |
| Alessandro Iandoli (prêt)             | 29 avril 1984     | Défenseur           | Suisse               | Juin 2014      | Saint-Trond VV       | Standard de Liège   |
| Jos Becks                             | 25 février 1959   | Entraîneur gardiens | Belgique             | Juin 2016      | Saint-Trond VV       | Standard de Liège   |
| Alpaslan Öztürk                       | 16 juillet 1993   | Milieu              | Turquie              | Juin 2018      | Beerschot AC         | Standard de Liège   |
| Georgiy Zhukov                        | 19 novembre 1994  | Milieu              | Belgique             | Juin 2017      | Beerschot AC         | Standard de Liège   |
| Igor de Camargo                       | 12 mai 1983       | Attaquant           | Belgique             | Juin 2016      | TSG Hoffenheim       | Standard de Liège   |
| Tal Ben Haim                          | 13 mars 1982      | Défenseur           | Israël               | Juin 2015      | Queens Park Rangers  | Standard de Liège   |
| Yohann Thuram                         | 31 octobre 1988   | Gardien             | France               | Juin 2017      | ESTAC Troyes         | Standard de Liège   |
| Ron Stam                              | 18 juin 1984      | Défenseur           | Pays-Bas             | Juin 2016      | Wigan Athletic       | Standard de Liège   |
| Mehdi Carcela-Gonzalez                | 1er juillet 1989  | Milieu              | Maroc                | Juin 2016      | FK Anji Makhatchkala | Standard de Liège   |
| DÉPARTS                               |                   |                     |                      |                |                      |                     |
| Sinan Bolat                           | 3 septembre 1988  | Gardien             | Turquie              | Juin 2013      | Standard de Liège    | FC Porto            |
| Ignacio González                      | 14 mai 1982       | Milieu              | Uruguay              | Juin 2013      | Standard de Liège    | Nacional Montevideo |
| Luis Manuel Seijas                    | 23 juin 1986      | Milieu              | Venezuela            | Juin 2014      | Standard de Liège    | Rupture de contrat  |
| Adrian Cristea (retour de prêt)       | 30 novembre 1983  | Milieu              | Roumanie             | Juin 2013      | Standard de Liège    | Petrolul Ploiesti   |
| Maor Buzaglo                          | 14 janvier 1988   | Milieu              | Israël               | Juin 2013      | Standard de Liège    | Fin de contrat      |
| Mircea Rednic                         | 9 avril 1962      | Entraineur          | Roumanie             | Juin 2013      | Standard de Liège    | Fin de contrat      |
| Zié Diabaté (retour de prêt)          | 2 mars 1989       | Défenseur           | Côte d'Ivoire        | Juin 2013      | Standard de Liège    | Dijon FCO           |
| Loïc Nego (retour de prêt)            | 15 janvier 1991   | Défenseur           | France               | Juin 2013      | Standard de Liège    | AS Roma             |
| Yohan Tavares                         | 2 mars 1988       | Défenseur           | France               | Juin 2016      | Standard de Liège    | Chievo Vérone       |
| Rami Gershon                          | 12 août 1988      | Défenseur           | Israël               | Juin 2015      | Standard de Liège    | Waasland-Beveren    |
| Laurent Henkinet (prêt)               | 14 septembre 1992 | Gardien             | Belgique             | Juin 2015      | Standard de Liège    | Saint-Trond VV      |
| Danny Verbeek (prêt)                  | 15 août 1990      | Milieu              | Pays-Bas             | Juin 2016      | Standard de Liège    | NAC Breda           |
| Kensuke Nagai (prêt)                  | 5 mars 1989       | Attaquant           | Japon                | Juin 2017      | Standard de Liège    | Nagoya Grampus      |
| George Ţucudean (prêt)                | 30 avril 1991     | Attaquant           | Roumanie             | Juin 2017      | Standard de Liège    | FC Dinamo Bucarest  |
| Pierre-Yves Ngawa (prêt)              | 9 février 1992    | Défenseur           | Belgique             | Juin 2015      | Standard de Liège    | Újpest FC           |

#### Hiver 2014
| Nom                                 | Naissance         | Position  | Nationalité sportive | Fin de contrat | Dernier club          | Destination          |
| ARRIVÉES                            |                   |           |                      |                |                       |                      |
| Victor Ramos (retour de prêt)       | 5 mai 1989        | Défenseur | Brésil               | Juin 2014      | EC Vitória            | Standard de Liège    |
| Guillermo Méndez (retour de prêt)   | 26 août 1994      | Milieu    | Uruguay              | Juin 2017      | Saint-Trond VV        | Standard de Liège    |
| Nebojša Kosović                     | 24 février 1995   | Milieu    | Monténégro           | Juin 2018      | FK Vojvodina Novi Sad | Standard de Liège    |
| Jean-Marc Makusu (prêt)             | 27 mars 1992      | Attaquant | Rép. dém. du Congo   | Juin 2014      | SC Bel'Or             | Standard de Liège    |
| DÉPARTS                             |                   |           |                      |                |                       |                      |
| Anthony Moris (prêt)                | 29 avril 1990     | Gardien   | Luxembourg           | Juin 2017      | Standard de Liège     | Saint-Trond VV       |
| Alessandro Iandoli (retour de prêt) | 29 avril 1984     | Défenseur | Suisse               | Juin 2014      | Standard de Liège     | Saint-Trond VV       |
| Victor Ramos                        | 5 mai 1989        | Défenseur | Brésil               | Juin 2014      | Standard de Liège     | CF Monterrey         |
| Astrit Ajdarević (prêt)             | 17 avril 1990     | Milieu    | Suède                | Juin 2016      | Standard de Liège     | Charlton Athletic    |
| Alpaslan Öztürk (prêt)              | 16 juillet 1993   | Milieu    | Turquie              | Juin 2018      | Standard de Liège     | Kasımpaşa SK         |
| Dudu Biton (prêt)                   | 1er mars 1988     | Attaquant | Israël               | Juin 2016      | Standard de Liège     | AD Alcorcón          |
| Yohann Thuram (prêt)                | 31 octobre 1988   | Gardien   | France               | Juin 2017      | Standard de Liège     | Charlton Athletic    |
| Guillermo Méndez (prêt)             | 26 août 1994      | Milieu    | Uruguay              | Juin 2017      | Standard de Liège     | AD Alcorcón          |
| Anil Koç (prêt)                     | 29 janvier 1995   | Milieu    | Belgique             | Juin 2016      | Standard de Liège     | Charlton Athletic    |
| Georgiy Zhukov (prêt)               | 19 novembre 1994  | Milieu    | Belgique             | Juin 2017      | Standard de Liège     | FC Astana            |
| Reza Ghoochannejhad                 | 20 septembre 1987 | Attaquant | Iran                 | Juin 2016      | Standard de Liège     | Charlton Athletic    |
| Nebojša Kosović (prêt)              | 24 février 1995   | Milieu    | Monténégro           | Juin 2018      | Standard de Liège     | Újpest Football Club |

#### Prêts
| Nom               | Naissance         | Position  | Nationalité sportive | Fin de contrat | Club du prêt         |
| Laurent Henkinet  | 14 septembre 1992 | Gardien   | Belgique             | Juin 2015      | KFC Dessel Sport     |
| Danny Verbeek     | 15 août 1990      | Milieu    | Pays-Bas             | Juin 2016      | NAC Breda            |
| Kensuke Nagai     | 5 mars 1989       | Attaquant | Japon                | Juin 2017      | Nagoya Grampus       |
| George Ţucudean   | 30 avril 1991     | Attaquant | Roumanie             | Juin 2017      | FC Dinamo Bucarest   |
| Pierre-Yves Ngawa | 9 février 1992    | Défenseur | Belgique             | Juin 2015      | Újpest FC            |
| Anthony Moris     | 29 avril 1990     | Gardien   | Belgique             | Juin 2017      | Saint-Trond VV       |
| Astrit Ajdarević  | 17 avril 1990     | Milieu    | Suède                | Juin 2016      | Charlton Athletic    |
| Alpaslan Öztürk   | 16 juillet 1993   | Milieu    | Turquie              | Juin 2018      | Kasımpaşa SK         |
| Dudu Biton        | 1er mars 1988     | Attaquant | Israël               | Juin 2016      | AD Alcorcón          |
| Yohann Thuram     | 31 octobre 1988   | Gardien   | France               | Juin 2017      | Charlton Athletic    |
| Guillermo Méndez  | 26 août 1994      | Milieu    | Uruguay              | Juin 2017      | AD Alcorcón          |
| Anil Koç          | 29 janvier 1995   | Milieu    | Belgique             | Juin 2016      | Charlton Athletic    |
| Georgiy Zhukov    | 19 novembre 1994  | Milieu    | Belgique             | Juin 2017      | FC Astana            |
| Nebojša Kosović   | 24 février 1995   | Milieu    | Monténégro           | Juin 2018      | Újpest Football Club |

## Les résultats

### Amicaux
| Journée | Date       | Heure | Lieu                             | Club visité        | Club visiteur     | Score | Buts liégeois                       |
| ------- | ---------- | ----- | -------------------------------- | ------------------ | ----------------- | ----- | ----------------------------------- |
| 1       | 22/06/2013 | 19h30 | Stade de la Cité de l'Oie, Visé  | FC United Richelle | Standard de Liège | 0 - 3 | Biton (2), Bia                      |
| 2       | 26/06/2013 | 19h30 | Stade Jacques Lechat, Malmedy    | Malmundaria        | Standard de Liège | 2 - 3 | Bia, Ajdarevic, Zaris               |
| 3       | 29/06/2013 | 19h00 | Stade Edmond Leburton, Tubize    | AFC Tubize         | Standard de Liège | 1 - 3 | Ciman, Biton, Bia                   |
| 4       | 06/07/2013 | 15h30 | Sportpark 't brook, Bornerbroek  | Heracles Almelo    | Standard de Liège | 1 - 1 | Batshuayi                           |
| 5       | 09/07/2013 | 17h00 | Sportpark sv Beatrix, Hoenderloo | RKC Waalwijk       | Standard de Liège | 1 - 2 | M'Poku (2)                          |
| 6       | 14/07/2013 | 16h00 | Stade Justin Peeters, Wavre      | Standard de Liège  | Vitesse Arnhem    | 0 - 1 |                                     |
| 7       | 21/07/2013 | 18h30 | Stade Yvan Georges, Virton       | Excelsior Virton   | Standard de Liège | 3 - 5 | de Camargo, Bulot, Nagai (2), Biton |
| 8       | 10/10/2013 | 15h00 | Académie RLD, Boncelles          | Standard de Liège  | Roda JC           | 2 - 1 | Carcela, Ajdarevic                  |
| 9       | 11/01/2014 | 16h00 | Stade de La Manga Club, Murcie   | Borussia Dortmund  | Standard de Liège | 2 - 0 |                                     |
| 10      | 20/03/2014 | 11h00 | Académie RLD, Boncelles          | Standard de Liège  | K Saint-Trond VV  | 1 - 1 | de Camargo                          |

### Championnat

#### Saison régulière
| Journée | Date       | Heure | Club visité        | Club visiteur      | Score | Buts liégeois                                 | Assistance |
| ------- | ---------- | ----- | ------------------ | ------------------ | ----- | --------------------------------------------- | ---------- |
| 1re     | 28/07/2013 | 20h30 | FC Malines         | Standard de Liège  | 0 - 2 | Bia, Batshuayi                                | 10 500     |
| 2e      | 04/08/2013 | 18h00 | Standard de Liège  | Lierse SK          | 3 - 0 | Bia (3)                                       | 18 400     |
| 3e      | 11/08/2013 | 20h30 | KRC Genk           | Standard de Liège  | 0 - 2 | Ezekiel, M'Poku                               | 22 836     |
| 4e      | 18/08/2013 | 14h30 | Standard de Liège  | OH Leuven          | 1 - 0 | Buysens (csc)                                 | 23 751     |
| 5e      | 25/08/2013 | 20h30 | RAEC Mons          | Standard de Liège  | 0 - 2 | Batshuayi, Kanu                               | 7 000      |
| 6e      | 01/09/2013 | 14h30 | Standard de Liège  | KV Courtrai        | 2 - 0 | M'Poku, Ciman                                 | 23 227     |
| 7e      | 15/09/2013 | 14h30 | KV Oostende        | Standard de Liège  | 2 - 4 | Ezekiel, Batshuayi (3)                        | 7 156      |
| 8e      | 22/09/2013 | 18h00 | Standard de Liège  | KSC Lokeren        | 2 - 1 | Ezekiel, Batshuayi                            | 23 320     |
| 9e      | 29/09/2013 | 18h00 | Cercle Bruges      | Standard de Liège  | 0 - 5 | Ezekiel, M'Poku, Ciman, Batshuayi (2)         | 8 212      |
| 10e     | 06/10/2013 | 18h00 | SV Zulte Waregem   | Standard de Liège  | 1 - 0 |                                               | 9 482      |
| 11e     | 20/10/2013 | 14h30 | Standard de Liège  | Sporting Charleroi | 2 - 2 | Van Damme, Ezekiel                            | 25 558     |
| 12e     | 27/10/2013 | 18h00 | RSC Anderlecht     | Standard de Liège  | 1 - 1 | Ezekiel                                       | 20 253     |
| 13e     | 31/10/2013 | 20h30 | Standard de Liège  | Waasland-Beveren   | 2 - 2 | Reza, Batshuayi                               | 23 614     |
| 14e     | 03/11/2013 | 14h30 | KAA La Gantoise    | Standard de Liège  | 0 - 1 | Batshuayi                                     | 19 149     |
| 15e     | 10/11/2013 | 14h30 | Standard de Liège  | Club Bruges KV     | 0 - 0 |                                               | 25 805     |
| 16e     | 24/11/2013 | 20h30 | Standard de Liège  | RAEC Mons          | 1 - 0 | de Sart                                       | 22 939     |
| 17e     | 01/12/2013 | 14h30 | Lierse SK          | Standard de Liège  | 0 - 5 | Batshuayi (2), Vainqueur, de Camargo, M'Poku  | 7 752      |
| 18e     | 08/12/2013 | 14h30 | OH Leuven          | Standard de Liège  | 0 - 0 |                                               | 8 099      |
| 19e     | 15/12/2013 | 14h30 | Standard de Liège  | KRC Genk           | 3 - 1 | M'Poku, Bia (2)                               | 24 030     |
| 20e     | 22/12/2013 | 18h00 | Standard de Liège  | RSC Anderlecht     | 1 - 1 | Batshuayi                                     | 27 489     |
| 21e     | 27/12/2013 | 20h00 | KV Courtrai        | Standard de Liège  | 1 - 5 | Van Damme, Ezekiel (2), Batshuayi, de Camargo | 9 399      |
| 22e     | 18/01/2014 | 18h00 | Standard de Liège  | KV Oostende        | 2 - 0 | Batshuayi, de Camargo                         | 23 995     |
| 23e     | 24/01/2014 | 20h30 | KSC Lokeren        | Standard de Liège  | 0 - 1 | Persoons (csc)                                | 8 570      |
| 24e     | 01/02/2014 | 18h00 | Standard de Liège  | Cercle Bruges      | 4 - 0 | Batshuayi (2), Ezekiel, M'Poku                | 24 028     |
| 25e     | 09/02/2014 | 14h30 | Standard de Liège  | SV Zulte Waregem   | 2 - 0 | M'Poku, Van Damme                             | 26 782     |
| 26e     | 15/02/2014 | 18h00 | Sporting Charleroi | Standard de Liège  | 0 - 1 | Carcela                                       | 11 382     |
| 27e     | 23/02/2014 | 18h00 | Standard de Liège  | KAA La Gantoise    | 2 - 3 | de Sart, Bia                                  | 25 021     |
| 28e     | 02/03/2014 | 14h30 | Club Bruges KV     | Standard de Liège  | 1 - 0 |                                               | 28 221     |
| 29e     | 08/03/2014 | 20h00 | Standard de Liège  | FC Malines         | 2 - 0 | Batshuayi, Ezekiel                            | 25 438     |
| 30e     | 16/03/2014 | 18h00 | Waasland-Beveren   | Standard de Liège  | 1 - 1 | Ciman                                         | 8 200      |

#### Play offs I
| Journée | Date       | Heure | Club visité       | Club visiteur     | Score | Buts liégeois                       | Assistance |
| ------- | ---------- | ----- | ----------------- | ----------------- | ----- | ----------------------------------- | ---------- |
| 1re     | 30/03/2014 | 18h00 | Standard de Liège | RSC Anderlecht    | 1 - 0 | Carcela                             | 27 700     |
| 2e      | 04/04/2014 | 20h30 | SV Zulte Waregem  | Standard de Liège | 2 - 0 |                                     | 8 707      |
| 3e      | 13/04/2014 | 18h00 | KRC Genk          | Standard de Liège | 2 - 2 | Bulot, Batshuayi                    | 21 845     |
| 4e      | 17/04/2014 | 20h30 | Standard de Liège | KSC Lokeren       | 2 - 2 | Batshuayi, Bia                      | 26 300     |
| 5e      | 21/04/2014 | 14h30 | Club Bruges KV    | Standard de Liège | 0 - 0 |                                     | 29 000     |
| 6e      | 27/04/2014 | 18h00 | RSC Anderlecht    | Standard de Liège | 2 - 1 | Mbemba (csc)                        | 19 318     |
| 7e      | 02/05/2014 | 20h30 | Standard de Liège | SV Zulte Waregem  | 4 - 1 | de Camargo, Bia, Batshuayi, Ezekiel | 26 086     |
| 8e      | 11/05/2014 | 14h30 | Standard de Liège | Club Bruges KV    | 0 - 1 |                                     | 29 000     |
| 9e      | 15/05/2014 | 20h30 | KSC Lokeren       | Standard de Liège | 1 - 3 | de Camargo, Ezekiel, M'Poku         | 7 208      |
| 10e     | 18/05/2014 | 14h30 | Standard de Liège | KRC Genk          | 1 - 0 | Carcela                             | 26 866     |

### Coupe
| Tour | Date       | Heure | Club visité             | Club visiteur     | Score | Buts liégeois                | Assistance |
| ---- | ---------- | ----- | ----------------------- | ----------------- | ----- | ---------------------------- | ---------- |
| 1/16 | 25/09/2013 | 20h30 | R. White Star Bruxelles | Standard de Liège | 0 - 4 | M'Poku, Ezekiel, Reza, Biton | 2 002      |
| 1/8  | 04/12/2013 | 20h00 | Cercle Bruges KSV       | Standard de Liège | 1 - 0 |                              | 1 881      |

### Ligue Europa
| Tour                   | Date       | Heure | Club visité        | Club visiteur      | Score | Buts liégeois           | Assistance |
| ---------------------- | ---------- | ----- | ------------------ | ------------------ | ----- | ----------------------- | ---------- |
| TP2 A                  | 18/07/2013 | 21h15 | KR Reykjavik       | Standard de Liège  | 1 - 3 | Kanu, Batshuayi, M'Poku | 1 410      |
| TP2 R                  | 25/07/2013 | 20h30 | Standard de Liège  | KR Reykjavik       | 3 - 1 | Bulot, Ezekiel (2)      | 21 288     |
| TP3 A                  | 01/08/2013 | 20h30 | Skoda Xanthi       | Standard de Liège  | 1 - 2 | Bia, Ciman              | 4 000      |
| TP3 R                  | 08/08/2013 | 20h30 | Standard de Liège  | Skoda Xanthi       | 2 - 1 | Bulot, de Camargo       | 24 706     |
| Barrages A             | 22/08/2013 | 18h30 | FK Minsk           | Standard de Liège  | 0 - 2 | Batshuayi, Bulot        | 3 000      |
| Barrages R             | 29/08/2013 | 20h30 | Standard de Liège  | FK Minsk           | 3 - 1 | M'Poku, de Camargo, Bia | 25 684     |
| Groupe C - 1re journée | 19/09/2013 | 19h00 | Standard de Liège  | Esbjerg fB         | 1 - 2 | Bia                     | 23 000     |
| Groupe C - 2e journée  | 03/10/2013 | 21h05 | IF Elfsborg        | Standard de Liège  | 1 - 1 | Bia                     | 3 778      |
| Groupe C - 3e journée  | 24/10/2013 | 21h05 | Red Bull Salzbourg | Standard de Liège  | 2 - 1 | Bia                     | 14 856     |
| Groupe C - 4e journée  | 07/11/2013 | 19h00 | Standard de Liège  | Red Bull Salzbourg | 1 - 3 | M'Poku                  | 12 395     |
| Groupe C - 5e journée  | 28/11/2013 | 21h05 | Esbjerg fB         | Standard de Liège  | 2 - 1 | de Camargo              | 9 184      |
| Groupe C - 6e journée  | 12/12/2013 | 19h00 | Standard de Liège  | IF Elfsborg        | 1 - 3 | Mbombo                  | 6 466      |

## Statistiques

### Classement des buteurs
| Rang | Joueur               | Buts |
| ---- | -------------------- | ---- |
| 1    | Michy Batshuayi      | 23   |
| 2    | Imoh Ezekiel         | 15   |
| 3    | Geoffrey Mujangi Bia | 14   |
| 4    | Paul-José M'Poku     | 12   |
| 5    | Igor de Camargo      | 8    |
| 6    | Laurent Ciman        | 4    |
| 6    | Frédéric Bulot       | 4    |
| 8    | Jelle Van Damme      | 3    |
| 8    | Mehdi Carcela        | 3    |
| 10   | Kanu                 | 2    |
| 10   | Reza Ghoochannejhad  | 2    |
| 10   | Julien De Sart       | 2    |
| 13   | Dudu Biton           | 1    |
| 13   | William Vainqueur    | 1    |
| 13   | Yannis Mbombo        | 1    |

### Classement des passeurs
| Rang | Joueur               | Passes décisives |
| ---- | -------------------- | ---------------- |
| 1    | Geoffrey Mujangi Bia | 10               |
| 2    | Paul-José M'Poku     | 8                |
| 3    | Imoh Ezekiel         | 7                |
| 3    | Michy Batshuayi      | 7                |
| 5    | Frédéric Bulot       | 4                |
| 5    | Ron Stam             | 4                |
| 7    | Jelle Van Damme      | 3                |
| 8    | Igor de Camargo      | 2                |
| 8    | Mehdi Carcela        | 2                |
| 10   | Dudu Biton           | 1                |
| 10   | Laurent Ciman        | 1                |
| 10   | William Vainqueur    | 1                |
| 10   | Dino Arslanagic      | 1                |
| 10   | François Marquet     | 1                |
| 10   | Yoni Buyens          | 1                |
| 10   | Julien De Sart       | 1                |
| 10   | Daniel Opare         | 1                |